# Brnjavac
Brnjavac falu Horvátországban, Sziszek-Monoszló megyében. Közigazgatásilag Gvozd községhez tartozik.

## Fekvése
Sziszektől légvonalban 43, közúton 59 km-re délnyugatra, Károlyvárostól légvonalban 25, közúton 45 km-re délkeletre, községközpontjától 3 km-re északnyugatra, a Kordun keleti részén, az úgynevezett Báni végvidéken fekszik.

## Története
A település a  környék számos településéhez hasonlóan a 17. század vége felé népesült be, amikor Bosznia területéről menekülő pravoszláv szerbek érkeztek ide. A falu a katonai határőrvidék része lett. A 18. század közepén megalakult a Glina központú első báni ezred, melynek fennhatósága alá ez a vidék is tartozott. A település 1774-ben az első katonai felmérés térképén „Dorf Berniavacz” néven szerepel. 1881-ben megszűnt a katonai közigazgatás. A településnek 1857-ben 350, 1910-ben 424 lakosa volt. Zágráb vármegye Vrginmosti járásához tartozott. Lakói szegény földművesek voltak. 1918-ban az új szerb-horvát-szlovén állam, majd később Jugoszlávia része lett. A második világháború idején szerb többségű lakossága részben elmenekült, de sokakat meggyilkoltak, elhurcoltak, mások pedig partizánnak álltak. 1941 decemberében az ellenséges erők teljesen lerombolták a települést. A faluból 92-en vettek részt a felszabadító harcokban, közülük 20-an harcosként estek el a harcok során, míg 68 főt az usztasák és a németek gyilkoltak meg, 22-en a tífuszjárvány áldozatai lettek és további 8 lakos lett a harcok áldozata. A település teljes embervesztesége 118 fő volt.
A háború után megindult az újjáépítés. A délszláv háború idején szerb lakossága a jugoszláv és szerb erőket támogatta. A Krajinai Szerb Köztársaság része volt. A horvát hadsereg a Vihar hadművelet keretében 1995. augusztus 7-én foglalta vissza települést, melyet teljesen leromboltak. A szerb lakosság elmenekült, de később sokan visszatértek. 2011-ben 93 lakosa volt, akik főként mezőgazdasággal és állattartással foglalkoztak.

## Népesség
| Lakosság változása | Lakosság változása | Lakosság változása | Lakosság változása | Lakosság változása | Lakosság változása | Lakosság változása | Lakosság változása | Lakosság változása | Lakosság változása | Lakosság változása | Lakosság változása | Lakosság változása | Lakosság változása | Lakosság változása | Lakosság változása |
| ------------------ | ------------------ | ------------------ | ------------------ | ------------------ | ------------------ | ------------------ | ------------------ | ------------------ | ------------------ | ------------------ | ------------------ | ------------------ | ------------------ | ------------------ | ------------------ |
| 1857               | 1869               | 1880               | 1890               | 1900               | 1910               | 1921               | 1931               | 1948               | 1953               | 1961               | 1971               | 1981               | 1991               | 2001               | 2011               |
| 350                | 341                | 298                | 342                | 347                | 424                | 374                | 439                | 427                | 445                | 424                | 356                | 264                | 216                | 87                 | 93                 |